# Fortuné (Mops)

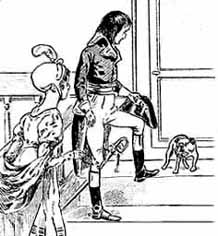
Madame und Monsieur Bonaparte mit Mops. Anonyme Illustration, 19. Jahrhundert

Fortuné, genannt auch Monsieur Fortuné („Herr Glücklich“; genaue Lebensdaten unbekannt), war der Hund von Joséphine de Beauharnais (1763–1814) und ist der berühmteste Mops Frankreichs.

## Leben
Nach dem Tod Alexandre de Beauharnais’ unter der Guillotine im Jahr 1794 war auch seine Gattin Joséphine vorübergehend verhaftet worden; im Gefängnis benutzte sie den Mops zum Transport von Nachrichten für ihre Kinder. Am 9. März 1796 heiratete die Witwe Beauharnais den 27-jährigen General Napoleon Bonaparte. In einem Brief an Joséphine aus Pistoia vom 8. Messidor 1796 lässt Napoleon neben allen ihren Freunden und deren Geselligkeiten auch den Mops grüßen: „… und Fortuné, ja, Fortuné! Du liebst alles mehr als Deinen Ehemann […].“

## Nachleben
Der Mops Fortuné, um 1800 ein Modehund, überlebte in zahlreichen Anekdoten. Die Geschichte, er habe Napoleon in der Hochzeitsnacht ins Bein gebissen, wurde zur Wanderlegende, der Anthony Burgess im Jahr 1974 in einem Roman eine ausführliche Szene widmete. Nach einem Attentat auf den Konsul Napoleon in Begleitung seiner Frau Joséphine am 24. Dezember 1800 wurde dem Mops die Rettung des Paares zugeschrieben, und nachdem der Konsul im Jahr 1804 Kaiser der Franzosen geworden war, soll Fortuné die Höflinge gebissen haben. Für die Tatsache, dass diese Geschichten nicht ganz leicht in Einklang zu bringen sind mit der Lebenszeit eines Mopses, bietet die Legende eine weitere Geschichte: Ein Küchenhund habe Fortuné zu Tode gebracht und Joséphine habe danach einen zweiten Mops besessen, der ebenfalls Fortuné geheißen habe.